# 皮亞西納河
皮亞西納河（Пясина）是俄羅斯的河流，位於克拉斯諾亞爾斯克邊疆區，河道全長818公里，流域面積182,000平方公里，發源自皮亞西諾湖，最終注入喀拉海，河流在9月至6月結冰，流域範圍有總面積10,450平方公里的6萬多個湖泊。